# Lista dzieł Lukasa Fossa

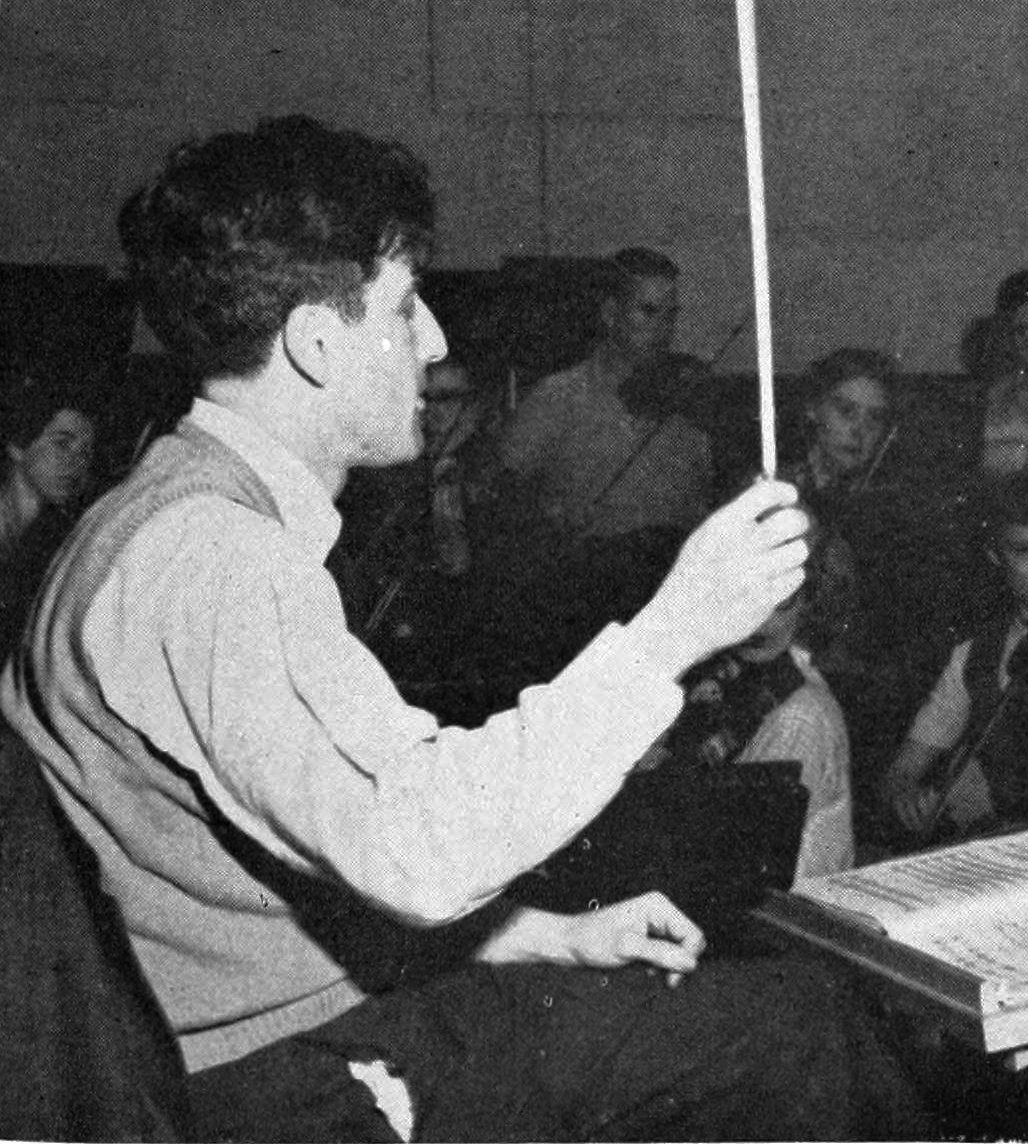
Lukas Foss dyryguje na UCLA (1960)

Lista dzieł Lukasa Fossa zawiera dorobek twórczy kompozytora.

## Utwory sceniczne
- The Tempest (1939–1940); muzyka do dramatu Burza Williama Szekspira[a]
- The Heart Remembers (1944), balet na fortepian
- Within These Walls (1944), balet na fortepian
- Gift of the Magi (1944), balet; także suita koncertowa, zaaranżowana jako Pantomime (1945)
- Capriccio (1946), balet na wiolonczelę i fortepian
- The Jumping Frog of Calaveras County (1949), opera komiczna w 2 scenach; libretto Jean Karsavina, na podstawie opowiadania Marka Twaina The Celebrated Jumping Frog of Calaveras County; mezzosopran, 2 tenory, 2 barytony, 2 basy, chór mieszany i orkiestra (5 instr. dętych drewnianych, 5 instr. dętych blaszanych, fortepian, perkusja, instr. smyczkowe); premiera: 18 maja 1950, Indiana University
- Griffelkin (1953–1955), opera baśniowa w 3 aktach; libretto Alastair Reid na podstawie bajki Hilde Foss[b]; 13 sopranów, 4 mezzosoprany, alt, tenor, 2 barytony, 2 basy, chór mieszany i orkiestra; premiera telewizyjna: 6 listopada 1955 NBC, premiera sceniczna: 1956 Tanglewood
- Introductions and Good-Byes (1959–1960), 9-minutowa opera komiczna; libretto Gian Carlo Menotti; baryton, chór mieszany, flet, klarnet, fagot, waltornia, harfa, ksylofon (ad libitum), fortepian, instr. smyczkowe; światowa premiera: 5 maja 1960, w Carnegie Hall w Nowym Jorku, z udziałem Johna Reardona w roli Mr. McC i Filharmonii Nowojorskiej, pod dyrekcją Leonarda Bernsteina

## Utwory orkiestralne
- Two Pieces (1941)
  1. Dance Sketch
  2. Allegro concertante
- Prairie (1944); suita orkiestralna z kantaty The Prairie (1943)
- Ode (1944), nowa red. (1958)
- I symfonia G-dur (1944)
  1. Andantino un poco Allegretto
  2. Adagio
  3. Scherzo: Vivace
  4. Andantino Allegro
- Three American Pieces (1944); na flet lub skrzypce i orkiestrę
  1. Dedication
  2. Early Song
  3. Composer's Holiday
- Pantomime (1945); suita koncertowa z baletu Gift of the Magi (1944)
- Recordare (1948), elegia na śmierć Gandhiego[c]
- Elegy (1949); na klarnet i orkiestrę, wg I Koncertu fortepianowego
- Parade (1955); z opery Griffelkin (1953–1955)
- II symfonia „Symphony of Chorales” (1955–1958), wg chorałów J.S. Bacha
  1. Toccata: Allegro (chorale 90 „Hilf, Gott, daß mir’s gelinge”)
  2. Contrapunctus: B-A-C-H. Andante sostenuto (chorale 77, 78 „Herr, ich habe mißgehandelt”)
  3. Allegretto tranquillo (chorale 139 „Nun ruhen alle Wälder”)
  4. Introduzione Vivace (chorale 133 „Nun danket alle Gott”)
- For 24 Winds (1966)[d], na instrumenty dęte
  1. wersja: na 15 instr. drewnianych, 9 blaszanych
  2. wersje: na 12 instr. drewnianych, 12 blaszanych
- Baroque Variations (1967)[e]. na orkiestrę (10 instr. dętych drewnianych, 10 instr. dętych blaszanych, gitara elektryczna, elektryczne pianino, elektroniczne organy, klawesyn, czelesta, 4 perkusje, instr. smyczkowe)
  1. na temat Larghetto Händla
  2. na temat Sonaty Scarlattiego
  3. na temat Preludium Bacha; też jako samodzielny utwór pt. Phorion (1967), także druga jego wersja (1994)
- Geod (1969), dla dyrygenta głównego i 4 subdyrygentów, chóru i 4 grup orkiestry
- Fanfare (1973)
- Salomon Rossi Suite (1974)
- Folksong (1976, nowa red. 1978)
- Quintets (1979), na orkiestrę; autorska transkrypcja z Brass Quintet (1978)
- Night Music for John Lennon (1981), na waltornię, 2 trąbki, puzon, tubę i orkiestrę (flet, obój, klarnet, fagot, waltornia, trąbka, puzon, gitara elektryczna, fortepian, instr. smyczkowe)
  1. Preludium
  2. Fuga
  3. Chorał
- Exeunt (1982)
- For 200 Cellos (A Celebration) (1982)
- Solo Observed (1982), na fortepian i orkiestrę (flet, klarnet, fagot, waltornia, trąbka, puzon, instr. smyczkowe); także wersja Solo na fortepian i ensemble (harfa lub wiolonczela, organy elektryczne lub akordeon, wibrafon lub marimba) oraz wersja Solo Transformed na fortepian i orkiestrę (6 instr. dętych drewnianych, waltornia, 2 trąbki, perkusja lub 2 perkusje, instr. smyczkowe) (2000)
- Griffelkin (1986); suita koncertowa z opery Griffelkin (1953–1955)
- For Lenny (Variation on NY, NY)[f] (1988), na fortepian (obbligato) i orkiestrę, także wersja na fortepian solo
- March na orkiestrę (1989); z opery Griffelkin (1953–1955)
- Elegy for Anne Frank[g] (1989), na fortepian (obbligato), narratora (ad libitum) i orkiestrę (2 klarnety, 2 fagoty, waltornia, trąbka, puzon, tuba, perkusja, instr. smyczkowe); później włączona do III Symfonii „Symphony of Sorrows” jako jej 2. część
- American Fanfare (1990), na harfę elektroakustyczną lub elektryczną gitarę, kontrabas, elektroakustyczne pianio, syntezator lub elektryczne organy i orkiestrę dętą; także wersja na orkiestrę
- III symfonia „Symphony of Sorrows” (1991), na narratora (ad libitum), fortepian (obbligato) i orkiestrę
  1. Fugue: Of Strife and Struggle
  2. Elegy for Anne Frank. Andante sostenuto—Allegretto
  3. Wasteland
    - „Bursts in the violet air” (Agitato)
    - „Withered stumps of time” (Lento)
    - „Staring forms” „broken images” (Doppio più mosso ma pesante)
    - „Voices singing out of empty cisterns” (più sostenuto)

  4. Prayer
- Phorion (1994); wersja z wariacji na temat Preludim Bacha z Baroque Variations (1967)
- IV symfonia „Window to the Past” (1995)
  1. Molto sostenuto Allegro
  2. half tone = 48-52
  3. Scherzo: Vivace
  4. Fireworks: na podstawie American Fanfare
- For Tōru (1996), na flet, orkiestrę smyczkową; także wersja na flet, dwoje skrzypiec, altówkę, wiolonczelę i kontrabas
- Capriccio (1999), na wiolonczelę i orkiestrę
- Celebration (1999), na waltornia, 2 trąbki, puzon, tubę i orchestra
- Symphonic Fantasy[h] (2001)
- For Aaron[i] (2002), na 12-osobową orkiestrę (flet, obój, klarnet, fagot, waltornia, trąbka, puzon, perkusja, inst. smyczkowe)

## Koncerty
- Clarinet Concerto No. 1 (1941), także w wersji na fortepian i orkiestrę jako Piano Concerto No. 1 (1943)
  1. Allegro
  2. Andante
  3. Allegro
- Piano Concerto No. 2 (1949–1951, nowa red. 1953), orkiestra w składzie: 12 instr. dętych drewnianych, 8 instr. dętych blaszanych, instr. smyczkowe, kotły, perkusja
  1. Allegro sostenuto
  2. Adagietto
  3. Allegro vivace
- Concerto for Improvising Instruments and Orchestra (1960), koncert na instrumenty improwizujące (flet, klarnet, wiolonczelę, perkusję, fortepian lub keyboard) i orkiestrę
- Cello Concerto (1966), koncert wiolonczelowy, orkiestra w składzie: 2 waltornie, trąbka, puzon, fortepian, organy, perkusja, instr. smyczkowe
  1. Prologue
  2. Lento
  3. Doppio piu presto
  4. Sarabande by Bach
- Orpheus (1972), koncert na wiolonczelę, altówkę lub skrzypce, gitarę solo i orkiestrę; także wersja Orpheus and Euridice, na dwoje skrzypiec, orkiestrę i mixed media (1983)
- Concerto for solo percussion and orchestra (1974)
- Renaissance Concerto (1985), koncert fletowy, orkiestra w składzie: flet, obój, klarnet, fagot, waltornia, 2 trąbki, puzon, harfa, klawesyn (ad libitum), kotły, perkusja, instr. smyczkowe
  1. Intrada
  2. Baroque Interlude (wg Rameau)
  3. Recitative (wg Monteverdiego)
  4. Jouissance
- Concerto No. 2 for clarinet (1988), orkiestra w składzie: flet, obój, klarnet, waltornia, trąbka, puzon, fortepian, perkusja lub 2 perkusje, instr. smyczkowe
- American Landscapes – koncert gitarowy (1989)
  1. Slow and Free: Andante - Allegro vivace - Andante
  2. Variations on The Wayfaring Stranger
  3. Allegro
- Concerto for the Left Hand (1993), koncert fortepianowy na lewą rękę
  1. Recitative/Toccata
  2. Lullaby/Scherzo
  3. Transition/Cadenza
- Concerto for symphonic band (2002), koncert na orkiestrę dętą
- Baroque Meditations (2003), koncert na orkiestrę symfoniczną

## Utwory kameralne
- Sonata (1937), na skrzypce i fortepian
- Four Preludes (1940), na flet, klarnet i fagot
- Intermezzo (1940), na wiolonczelę i fortepian; autorska transkrypcja muzyki do dramatu Burza Williama Szekspira (1939–1940)
- Duo (Fantasia) (1941), na wiolonczelę i fortepian
- Three Pieces (1944), na skrzypce i fortepian; zorkiestrowane jako Three American Pieces (1944); także późniejsza wersja zatytułowana Three Early Pieces na flet i fortepian (1986)
  1. Early Song
  2. Dedication
  3. Composer's Holiday
- String Quartet No. 1 G-dur (1947), kwartet smyczkowy
- Capriccio (1948), na wiolonczelę i fortepian
- Studies in Improvisation (1959), na klarnet, waltornię, wiolonczelę, fortepian i perkusję
- Echoi (1961–1963), na klarnet, wiolonczelę, fortepian i perkusję
- Elytres (1964), na flet, dwoje skrzypiec i zespół kameralny (harfa, troje skrzypiec, 2 fortepiany, 3 perkusje)
- Non-Improvisation (1967), na klarnet, wiolonczelę, fortepian lub klawesyn, organy elektroniczne, perkusja (ad libitum) (1967)
- Paradigm (1968), nowa red. 1969), dla dyrygenta–perkusjonisty, na gitarę elektryczną lub elektryczny sitar oraz 3 inne instrumenty zdolne do podtrzymania dźwięku
- MAP (Musicians at Play) (1970), muzyczny performance na 4 wykonawców i taśmę
- Ni bruit ni vitesse (1971), na 2 fortepiany (gra na strunach) i dwie perkusje
- La Grotte des Vents (The Cave of the Winds) (1972), na kwintet dęty (flet, obój, klarnet, waltornia, fagot)
- String Quartet No. 2 „Divertissement pour Mica” (1973)
- String Quartet No. 3 (1975)
- Curriculum Vitae (1977), na akordeon; także późniejsza wersja zatytułowana Curriculum Vitae with Time-Bomb na akordeon, taśmę i perkusję (1980)
- Music for Six (1977), nowa red. 1978), dla jakichkolwiek instrumentów w kluczu wiolinowym
- Brass Quintet (1978), na waltornię, 2 trąbki, puzon, tubę; także autorska transkrypcja Quintets na orkiestrę (1979)
- Round a Common Centre[j] (1979), na skrzypce lub dwoje skrzypiec, altówkę, wiolonczelę, fortepian, mezzosopran (ad libitum) i narratora (ad libitum)
- Curriculum Vitae with Time-Bomb (1980), na akordeon, taśmę i perkusję; także wcześniejsza wersja Curriculum Vitae na akordeon (1977)
- Solo Observed (1982), na fortepian i zespół kameralny (wibrafon lub marimba, wiolonczela lub harfa, organy elektroniczne lub akordeon); z oryginalnej wersji Solo na fortepian (1981); także toccata Solo Transformed na fortepian i orkiestrę (2000)
- Percussion Quartet (1983)
- Trio na waltornię, skrzypce i fortepian (1983)
- Saxophone Quartet (1985)
- Tashi (1986), na klarnet, fortepian i kwartet smyczkowy
- Chaconne (1987), na gitarę
- Central Park Reel (1989), na skrzypce i fortepian (1989)
- For Tōru (1996), na flet i kwintet smyczkowy; także wersja orkiestralna (1996)
- String Quartet No. 4[k] (1998)
- String Quartet No. 5 (2000)
- Anniversary Fanfare for Aaron Copland (2000), na 3 trąbki, 2 waltornie, 2 puzony, tubę i 2 perkusje

## Utwory organowe
- Four Études (1967)
- War and Peace (1995)

## Utwory fortepianowe
- Four Two-Part Inventions (1938)
  1. Introduction (Andante)
  2. Allegretto
  3. Tranquillo ma mosso
  4. Molto vivace
- Grotesque Dance (1938)
- Sonatina (1939)
- Set of Three Pieces (1940), na 2 fortepiany
- Passacaglia (1941)
- Fantasy Rondo (1944)
- Prelude in D (1949)
- Scherzo Ricercato (1953)
- Solo (1981); także wersje orkiestralne Solo Observed (1982) i Solo Transformed (2000)
- For Lenny (Variation on NY, NY)[f] (1988), na fortepian solo; także wersja orkiestralna (1988)

## Utwory chóralne
- Cantata dramatica for Orchestra (1940), na tenor solo i orkiestrę
- The Prairie (1943), kantata na sopran, alt, tenor, bas, chór mieszany i orkiestrę; także suita orkiestralna (1944); do poematu Carla Sandburga pod tym samym tytułem
- Tell This Blood (1945), a cappella na chór mieszany; do poezji Aarona Kramera
- Adon Olam (Pan Świata) (1948), hymn na chór mieszany, kantora (tenor) i organy
- Behold, I Build an House[l] (1950), kantata na chór i organy lub fortepian; do tekstu biblijnego
- A Parable of Death (1952), na tenor, narratora, chór i orkiestrę (fortepian, organy, perkusja, instr. smyczkowe); do poezji Rainera Marii Rilkego
- Psalms (1955–1956), na chór mieszany i orkiestrę (2 waltornie, trąbka, puzon, harfa, 2 fortepiany, organy, kotły, instr. smyczkowe); także wersja na chór mieszany i 2 fortepiany (1956); oraz wersja na chór mieszany i orkiestrę (2 flety, 2 klarnety, fagot, 2 waltornie, trąbka, puzon, harfa, 2 fortepiany, kotły, instr. smyczkowe) (1956)
- The Fragments of Archilochos (1965), dla kontratenora, męskiego i żeńskiego narratora, 4 małe chóry lub chór mieszany, gitarę, mandolinę i perkusję; do poezji Archilocha
- Three Airs for Frank O’Hara's Angel (1972), na sopran, męskiego narratora, żeński chór, flet, fortepian i perkusję; do wiersza V.R. Lang Franka O’Hary
- Lammdeni – Teach Me (1973), na chór mieszany i 6 instrumentalistów; do tekstu hebrajskiego
- American Cantata (1976, nowa red. 1977), na sopran, tenor, żeńskiego i męskiego narratora, podwójny chór i orkiestrę; do tekstu kompozytora oraz poety Arieha Sachsa[m]
- „Then the Rocks on the Mountain Began to Shout” – Charles Ives (1977–1978), na 5 głosów mieszanych lub chór a cappella; do poezji Walta Whitmana
- With Music Strong (1979), na chór mieszany i orkiestrę; do poezji Walta Whitmana
- De Profundis (1983), na chór mieszany
- Sanctus (1994), na chór mieszany i orkiestrę

## Utwory wokalne
- Wanderers Gemütsruhe – Song for a Wanderer (1938, nowa red. 1948), na sopran lub tenor i fortepian; do poezji Johanna Wolfganga von Goethego
- Where the Bee Sucks (1940), na głos średni i fortepian; pieśń Ariela z muzyki do dramatu Burza Williama Szekspira
- Melodrama and Dramatic Song for Michelangelo (1940), na głos i orkiestrę
- Tanglewood Song na głos lub głosy unisono z akompaniamentem 3 trąbek, 3 puzonów i tuby basowej
- Song of Anguish (1945), 1. kantata biblijna na baryton lub bas solo i orkiestrę; do tekstu z Księgi Izajasza
- Song of Songs (1946), 2. kantata biblijna na sopran lub mezzosopran solo i orkiestrę
- For Cornelia[n] (1955), pieśń na głos i fortepian; do poezji Williama Butlera Yeatsa
- Time Cycle (1959–1960), 4 pieśni na sopran i orkiestrę (2 flety, 2 klarnety, 2 waltornie, 2 trąbki, puzon, harfa, kotły, perkusja, instr. smyczkowe); także wersja na sopran, klarnet, wiolonczelę, czelestę i perkusję (1960)
  1. We're Late (W.H. Auden)
  2. When the Bells Justle (A.E. Housman)
  3. From „Diaries” (Franz Kafka)
  4. From „Thus Spake Zarathustra” (Friedrich Nietzsche)
- Thirteen Ways of Looking at a Blackbird (1978), na głos, flet, fortepian, perkusję i taśmę; do poezji Wallace’a Stevensa
- Measure for Measure (1980), na tenor i orkiestrę; do tekstu Williama Szekspira

## Światowe premiery wybranych dzieł
| kompozycja                                              | data          | miejscowość | orkiestra                                                              | dyrygent           | soliści                                                                      |
| ------------------------------------------------------- | ------------- | ----------- | ---------------------------------------------------------------------- | ------------------ | ---------------------------------------------------------------------------- |
| The Prairie                                             | 1943-10-15    | Boston      | Bostońska Orkiestra Symfoniczna                                        | Siergiej Kusewicki | b.d.                                                                         |
| I symfonia G-dur                                        | luty 1945     | Pittsburgh  | Pittsburgh Symphony Orchestra)                                         | Fritz Reiner       | –                                                                            |
| Tell This Blood                                         | 1947-02-26    | b.d.        | b.d.                                                                   | Irving Fine        | –                                                                            |
| The Song of Songs                                       | 1947-03-07    | Boston      | Bostońska Orkiestra Symfoniczna                                        | Siergiej Kusewicki | b.d.                                                                         |
| Recordare                                               | 1948-12-31    | Boston      | Bostońska Orkiestra Symfoniczna                                        | Siergiej Kusewicki | –                                                                            |
| Song of Anguish                                         | 1950-03-10    | Boston      | Bostońska Orkiestra Symfoniczna                                        | Lukas Foss         | b.d.                                                                         |
| The Jumping Frog of Calaveras County (opera)            | 1950-05-18    | Bloomington | Indiana University (teatr operowy Uniwersytetu)                        | b.d.               | b.d.                                                                         |
| Piano Concerto No. 2                                    | 1951-10-07    | Wenecja     | Filarmonica della Fenice                                               | Nino Sanzogno      | Lukas Foss – fortepian                                                       |
| Griffelkin (opera)                                      | 1955-11-06    | Nowy Jork   | NBC Opera Theatre (ogólnokrajowa telewizja)                            | b.d.               | Adelaide Bishop – sopran (jako Griffelkin)                                   |
| II symfonia „Symphony of Chorales”                      | 1958-10-24    | Pittsburgh  | Pittsburgh Symphony Orchestra)                                         | William Steinberg  | –                                                                            |
| Introductions and Good-Byes (opera)                     | 1960-05-05    | Nowy Jork   | Filharmonia Nowojorska                                                 | Leonard Bernstein  | John Reardon – baryton (jako Mr McC) Walter Rosenberger – ksylofon           |
| Concerto for Improvising Solo Instruments and Orchestra | 1960-07-10    | Filadelfia  | Lukas Foss Improvisation Chamber Ensemble oraz Orkiestra Filadelfijska | Eugene Ormandy     | b.d.                                                                         |
| Time Cycle                                              | 1960-10-20    | Nowy Jork   | Lukas Foss Improvisation Chamber Ensamble oraz Filharmonia Nowojorska  | Leonard Bernstein  | Adele Addison – sopran Lukas Foss – Baldwin piano                            |
| Phorion                                                 | 1967-05-02    | Nowy Jork   | Filharmonia Nowojorska                                                 | Leonard Bernstein  | –                                                                            |
| III symfonia „Symphony of Sorrows”                      | 1992-02-19    | Chicago     | Chicagowska Orkiestra Symfoniczna                                      | Zubin Mehta        | –                                                                            |
| IV symfonia „Window to the Past”                        | grudzień 1995 | Boston      | Bostońska Orkiestra Symfoniczna                                        | Lukas Foss         | –                                                                            |
| Round a Common Centre                                   | 1980-02-13    | Lake Placid | Cantilena Chamber Players                                              | b.d.               | Yehudi Menuhin – skrzypce Elaine Bonazzi – mezzosopran Lukas Foss – narrator |